# Actinecta
Actinecta is een geslacht van zeeanemonen uit de klasse van de Anthozoa (bloemdieren).

## Soorten
- Actinecta coerulea (Lesson, 1830)
- Actinecta cyanea (Brandt, 1835)
- Actinecta flava (Péron & Le Sueur in Le Sueur, 1817)
- Actinecta olivacea (Le Sueur, 1817)
- Actinecta torpedo (Bell, 1886)
- Actinecta ultramarina (Péron & Le Sueur in Le Sueur, 1817)
- Actinecta viridula (Quoy & Gaimard, 1833)